# Sports Reference
Sports Reference, LLC.（スポーツレファレンスエルエルシー）は、野球、アメリカンフットボール、バスケットボール、アイスホッケー、サッカーなど複数のプロスポーツ関係ウェブサイトを運営するアメリカの企業。カレッジフットボールやカレッジバスケットボールなど学生スポーツの情報も載せ、2016年12月まではオリンピック関係専門のウェブサイトを置いた。
同社のサイトはスポーツデータを包括的な視点で取り上げ、例えば「Baseball-Reference.com」では野球の10万試合を超えるボックススコア（ウィクショナリー）を閲覧でき、またアメリカンフットボールの「Pro-Football-Reference.com」では1941年以降のNFL全試合の得点記録を掲出している。Sports Referenceサイトは2020年5月14日に閉鎖され、データをその後継である「Olympedia.org」へ移し同年5月に新設した。

## 沿革
この会社の前段として3人が運営するスポーツ情報サイトがあった。現社長のショーン・フォーマン（Sean Forman）の野球サイト（2000年4月）、ダグ・ドライネン（Doug Drinen）のプロ・アメリカンフットボールのサイト（同年12月）に、2004年4月にはジャスティン・カバトコが別の野球サイト（Justin Kubatko）を立ち上げた。フォーマンは2000年以来、地元フィラデルフィアのセイントジョセフ大学（英語）で数学と計算機科学の講師を務めるかたわら、2004年10月にSports Reference （スポーツ・レファレンス）としてフィラデルフィアで起業する。
2006年にフォーマンが3つのサイトの集合体の社長専業に変わると、翌2007年12月にジェイ・ヴィーシュボー（Jay Virshbo）を迎えて社格を有限責任会社に変更すると、スポーツ・レファレンス（Sports Reference, LLC.）という社名を登録した（所在地フィラデルフィア）。
2009年にはモバイル版情報サイトに強みを持つファンタジー・スポーツ・ベンチャーズ社（Fantasy Sports Ventures）の出資を取り付けている。

### データの典拠
データの情報源として各社と有償で提携するほか、メジャーリーグの野球史専門サイトほかからデータの無償供与を受ける。2017年から世界のサッカーのデータを掲げ始めた。2021年12月時点で常勤社員を15名置く。